# Femme nue (Picasso)
Pour les articles homonymes, voir Femme nue.
Femme nue est un tableau réalisé par le peintre espagnol Pablo Picasso en 1910 à Paris. Cette huile sur toile est la représentation cubiste d'une femme nue. Un temps la propriété de Walter Conrad Arensberg, elle est aujourd'hui conservée au Philadelphia Museum of Art, à Philadelphie.

## Expositions
- Le Cubisme, Centre national d'art et de culture Georges-Pompidou, Paris, 2018-2019.